# Bistram (Adelsgeschlecht)
Bistram (auch Bystram de Radlin oder Bistrom) ist der Familienname eines baltischen Adelsgeschlechts, welches ursprünglich in Schlesien beheimatet war. Ihr baltischer Stammvater ist Christopher I. Freiherr von Bistram (1565–1620), der in den schwedischen Freiherrenstand erhoben wurde. Im schwedischen Estland, in dem von Schweden besetzten Herzogtum Kurland und Semgallen sowie im Kaiserreich Russland waren ihre Angehörigen Landesbeamte, Politiker und Offiziere. Die freiherrliche Familie besteht in Deutschland gegenwärtig fort.

## Geschichte

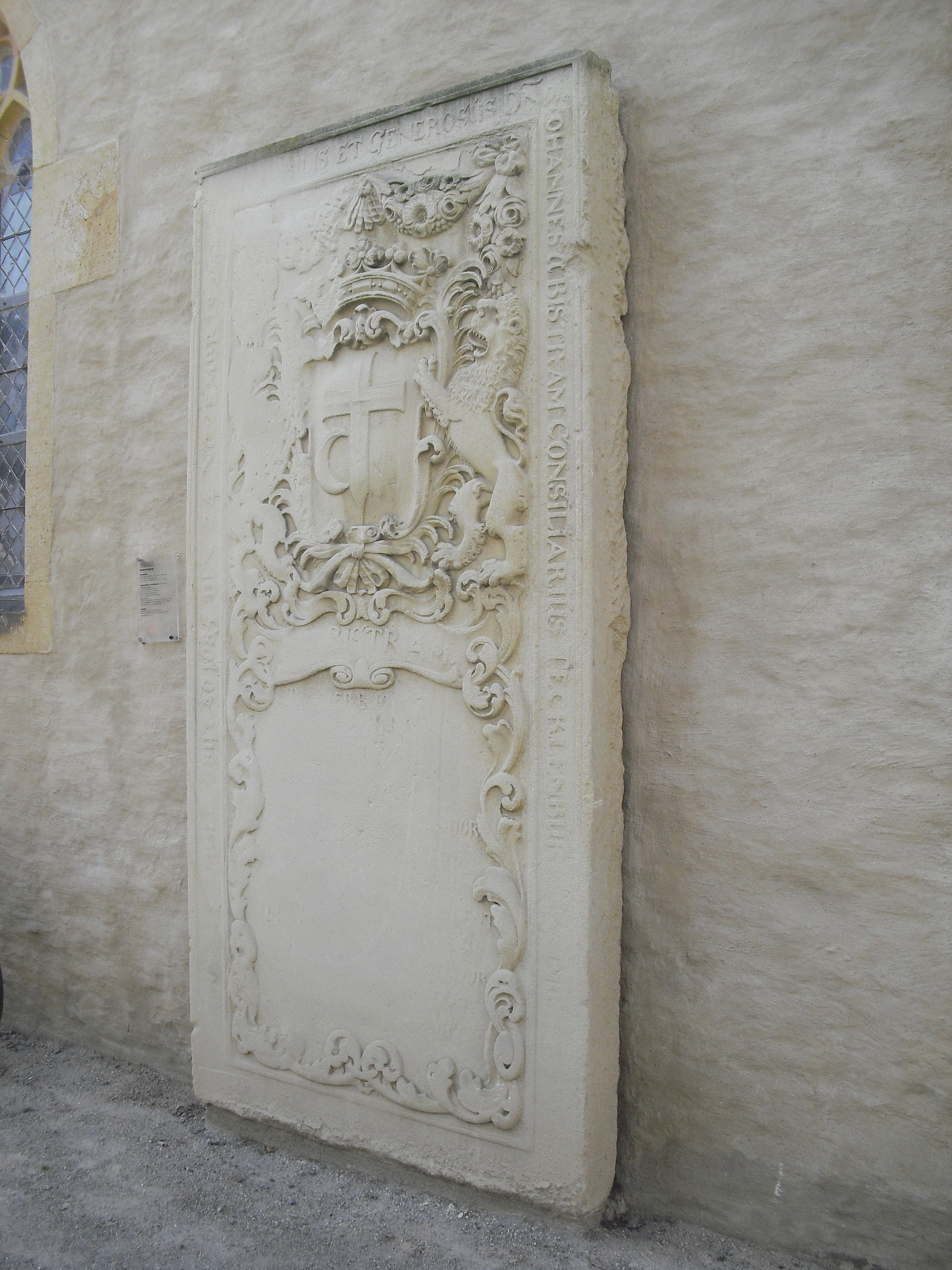
Grabplatte des Hofmeisters und Drosten Johannes von Bistram († 1685) an der Evangelischen Stadtkirche (Rheda)

### Herkunft
Das Adelsgeschlecht Bistram, welches sich anfänglich nach dem polnischen Bystram nannte, führte einst den Namen „Bystram de Radlin“, der auf Matthias Bystram de Radlin hinweist, wobei der Zusatz Radlin auf den Herkunftsort Radlin hinweist. Er war einer von vier Brüdern die im Raum Krakau, Radom, Sandomir und Lublin ansässig waren und urkundlich zwischen 1411 und 1456 erwähnt werden. Diese vier Brüder entstammten einem kleinpolnischen Adelsgeschlecht und bilden den Stamm der polnischen Bystrams.

### Frühe Stammlinie
- Matthias Bystram z Radlin (1440) und z Lopennika (1443–1456) war Herr auf Radlin, Lopiennik und Lubien und Burgrichter[2] zu Lemberg
  - Gothardus I. Bistram de Radlin († 1487), war um 1454 Söldnerkommandant in Preußen, später preußischer Starost von Mewe, Stargard und Roggenburg ⚭ Martha de Dambrowka (von Damerau) (1479–1505)
    - Gothardus II. Bistram de Radlin war Schöffe am Landgericht zu Dirschau und königlicher Kommissar
      - Fabian II. Bistram († 1580) war Landrichter auf Kulm, Starost von Tolkemit und Erbherr von Landsdorf ⚭II Ursula von Rembow
        - Christopher I. Freiherr von Bistram (1565–1620) zog in das Herzogtum Kurland und Semgallen und wurde der Stammvater der baltischen Bistrams. Die baltischen Bistrams teilten sich in einen kurländischen (gestiftet von Christopher I.) und einem estländischen Zweig (gestiftet von seinem Enkel Georg Jürgen (1624–1687) s. u.). Über die Jahre gliederte sich das kurländische Geschlecht in die nachstehenden Häuser auf.

### Kurländische Häuser
- I. Haus Lublin und Preußen
- II. Haus Waddax
- III. Haus Sehnjen, Nowidwor und Daudzogir
- IV. Haus Zwirblan, Borklan und Lukian
- V. Haus Born-Rimahlen und Sussey

### Estländische Stammfolge
- Friedrich von Bistram (* um 1587)
  - Georg von Bistram (1624–1687), schwedischer Generalmajor, siedelte sich in Reval an, Stammvater der estländischen Linie
    - Heinrich von Bistram (1667–1724), Landrat und schwedischer Oberstleutnant
      - Otto Wilhelm von Bistram (1727–1772), Mannrichter, Herr auf Rayküll
        - Hans-Heinrich von Bistram (* 1754), Bürgermeister, Kommandant von Mohilew, russischer Generalmajor[3]
          - Adam von Bistram (1774–1825), russischer Generalleutnant
          - Karl von Bistram (1770–1838), russischer General der Infanterie

        - Otto Gotthard von Bistram (1762–1836)
          - Otto von Bistram (1789–1854), russischer Generalleutnant[4]

### Weitere Persönlichkeiten
- Conrad von Bistram (1816–1890), kurländischer Landmarschall, Oberburggraf, Kanzler und Richter, Bruder des Generals Rodrigo von Bistram[5]
- Carl Gotthard von Bistram (1777–1841), kurländischer Landespolitiker[6]
- Ottilie von Bistram (1859–1931), deutsche Frauenrechtlerin und Schriftstellerin
- Paul von Bistram (1861–1931), kurländischer Landespolitiker[7]
- Roderich von Bistram (1886–1968), litauischer Landespolitiker, Enkel des Generals Rodrigo von Bistram
- Rodrigo von Bistram (1809–1886), russischer General der Infanterie[8]

## Wappen
Das Familienwappen der baltischen Bistram stammt in seiner Grundform vom Wappen der polnischen Wappengemeinschaft Tarnawa ab. Die 83 Familien dieser Wappengemeinschaft waren überwiegend in Tarnawa Górna (Zembrzyce) und der Woiwodschaft Kleinpolen ansässig.

### Wappen der Wappengemeinschaft Tarnawa

Polnisches Wappen der Wappengemeinschaft Tarnawa

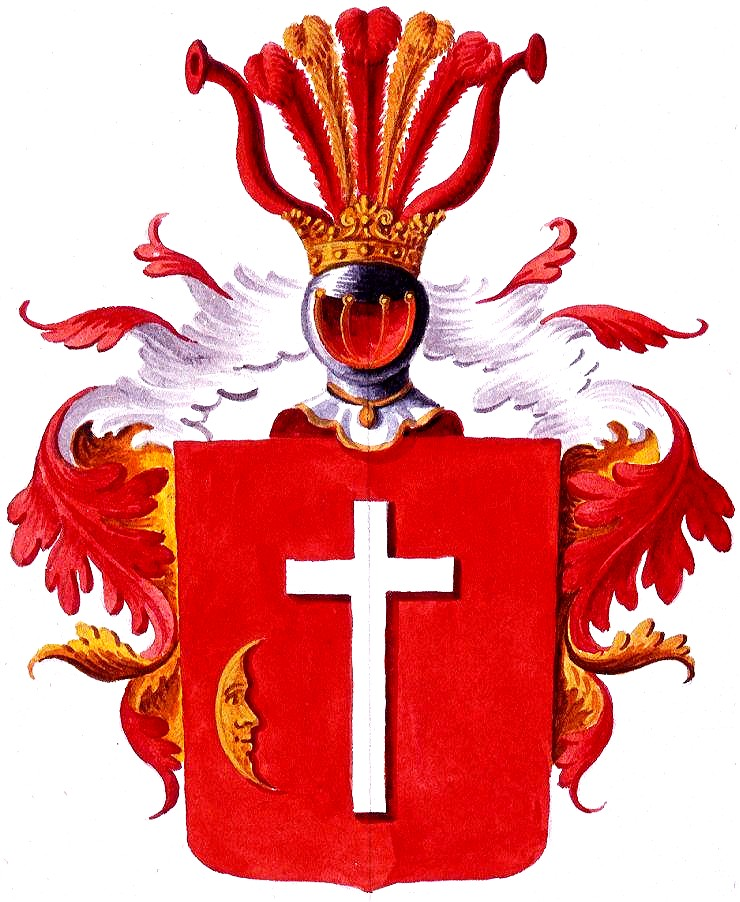
Estländische Familienwappen derer von Bistram

Das polnische Wappen der Adelsgemeinschaft oder Wappengemeinschaft besteht aus einem roten Wappenschild mit einem schwebenden silbernen gemeinen Kreuz, begleitet links unten von einem zunehmenden goldenen Mond. Auf dem gekrönten Helm fünf silberne Straußenfedern. Die Helmdecken sind rotsilbern.

### Kurländisches Familienwappen derer von Bistram
Die in der Stammesfolge des Christopher I. Freiherr von Bistram ansässigen kurländischen Freiherren führten weiterhin das unveränderte polnische Wappen der Wappengemeinschaft Tarnawa.

### Estländische Familienwappen derer von Bistram
Die estländischen Nachkommen des Christopher I. Freiherr von Bistram führten seit Georg Jürgen von Bistram (1624–1687) eine Abwandlung des polnischen Wappens. Ein rotes Schild mit einem schwebenden silbernen lateinischen Kreuz, begleitet rechts unten von einem abnehmenden goldenen Mond. Auf der Rangkrone fünf abwechselnd rot-goldene Straußenfedern zwischen zwei roten Büffelhörnern.